# Arachnodes pierrettae
Arachnodes pierrettae är en skalbaggsart som beskrevs av Lebis 1953. Arachnodes pierrettae ingår i släktet Arachnodes och familjen bladhorningar. Inga underarter finns listade.